# Matthew Jesse Jackson
Matthew Jesse Jackson est un universitaire, historien de l'art et critique d'art américain, né en 1969 à Birmingham dans l'Alabama aux États-Unis.

## Biographie
Matthew Jesse Jackson a grandi dans le comté de Shelby en Alabama. Il obtient un doctorat en histoire de l'art à l'université de Californie à Berkeley en 2003, et un master of Philosophy de l'université Columbia. Depuis 2005 il est professeur associé en histoire de l'art et en arts visuels à l'université de Chicago.
Matthew Jesse Jackson entre à l'université de Chicago en tant que professeur honoraire en 2005, et en 2006 il rejoint le collectif d'artistes Our Litteral Speed, et depuis il combine ses recherches universitaires avec sa carrière de critique d'art, artiste, et conférencier,,,. Ses apparitions lors de colloques ou de conférences internationales peuvent être assimilées à des performances. En même temps qu'il publie des textes de référence sur l'art contemporain soviétique ou l'art conceptuel, il apparaît sous forme de personnage littéraires dans les écrits et les performances du Jackson Pollock Bar,. En 2012, il collabore avec Theaster Gates à la Documenta 13 de Cassel.

## Publications
- Matthew Jesse Jackson et Art & Language, Art & Language Reality (Dark) Fragments (Light), Montsoreau, Château de Montsoreau - musée d'Art contemporain, 2017, 178 p. (ISBN 978-2-9557917-2-1), Foutus les intermédiaires.
- (en) Matthew Jesse Jackson, Philippe Méaille, Carles Guerra et Art & Language, Art & Language Uncompleted : The Philippe Méaille Collection, Barcelone, Musée d'Art contemporain de Barcelone, 2014, 266 p. (ISBN 978-84-92505-52-4), If You Were Art & Language, Then You'd Be a Fucking decent Contemporary Artist.
- (en) Matthew Jesse Jackson, The Experimental Group : Ilya Kabakov, Moscow Conceptualism, Soviet Avant-Gardes, Barcelone, University of Chicago Press, 2010, 336 p. (ISBN 978-0-226-31796-0).

## Récompenses et distinctions
- Les recherches de Matthew Jesse Jackson bénéficient d'aides de la part du Getty Research Institute, du  en:Social Science Research Council , de l' en:Andrew W. Mellon Foundation , et de l' en:American Council of Learned Societies[1].
- Le Prix Robert Motherwell du livre lui est remis par la Dedalus Foundation pour son livre : The Experimental Group: Ilya Kabakov, Moscow Conceptualism, Soviet Avant-Gardes (University of Chicago Press, 2010)[1].
- Le Prix Vucinich du livre lui est remis par l'en:Association for Slavic, East European, and Eurasian Studies pour son livre : The Experimental Group: Ilya Kabakov, Moscow Conceptualism, Soviet Avant-Gardes (University of Chicago Press, 2010)[1].